# Thorney Island (Londres)
Pour les articles homonymes, voir Thorney.
Thorney Island est une ancienne île de la Tamise.

## Histoire
L'île de Thorney (« île aux épines » en vieil anglais) était située au confluent de la Tyburn et de la Tamise, un peu en amont de la Cité de Londres. C'est sur cette île que sont fondés l'abbaye et le palais de Westminster à l'époque anglo-saxonne.
Thorney n'existe plus depuis les travaux d'aménagement de la Tamise effectués au XIXe siècle. Il subsiste une Thorney Street dans le quartier de Westminster.